# Nicolas Poussin
Nicolas Poussin (Les Andelys, Normandia 1594 - Roma 1665) fou un pintor francès. El 1624 arribà a Roma on estudia l'estatuària romana i s'influencia notablement dels pintors Rafael i Ticià. El seu art es troba dins una estètica esteticista i classicista per això fa servir molts temes mitològics i històrics que sovint tenen un element paisatgístic important. Va passar la major part de la seva vida pintant a Roma, excepte durant un curt període en el que el cardenal Richelieu li va ordenar tornar a França com a pintor del rei.
Algunes de les seves obres són Et in Arcadia ego (1638), El rapte de les sabines (1637), El regne de Flora (1631), La matança dels innocents (1628), Paisatge amb dues nimfes i una serp (1659) i la sèrie de "bacanals" que li va encarregar el cardenal Richelieu. Fins al segle XX va romandre com a font d'inspiració dominant per als artistes d'orientació clàssica com Jacques Louis David i Paul Cezanne.

## Biografia

### Primers anys
El primer biògraf de Nicolasin va ser el seu amic Giovanni Pietro Bellori, qui explica que Poussin va néixer prop de Les Andelys, que ara pertany al departament d'Eure, a Normandia i que va rebre una educació que incloïa una mica de llatí, que més tard li seria útil. Els seus primers dibuixos van cridar l'atenció de Quentin Varin, un pintor local, del qual Poussin es va convertir en aprenent. Sembla que els seus pares es van oposar a una carrera de pintura per a ell, i cap al 1612, als divuit anys, va fugir a París.
Va arribar a París durant la regència de Maria de Mèdici, quan l'art estava florint com a conseqüència dels encàrrecs reials donats per Maria de Medici per a la decoració del seu palau, i per l'auge dels rics comerciants de París que compraven art. També hi havia un important mercat de pintures en la redecoració d'esglésies fora de París destruïdes durant les Guerres de religió a França, que havien acabat feia poc, i per als nombrosos convents de París i altres ciutats. No obstant, Poussin no era membre del poderós gremi de mestres pintors i escultors, que tenia el monopoli de la majoria dels encàrrecs d'art i va presentar demandes contra persones de fora com Poussin que van intentar entrar en la professió.
Els seus primers esbossos li van guanyar un lloc als estudis de pintors establerts. Va treballar durant tres mesos a l'estudi del pintor flamenc Ferdinand Elle, que pintava gairebé exclusivament retrats, un gènere que va interessar poc a Poussin. Es va traslladar després a l'estudi de Georges Lallemand, però la falta d'atenció de Lallemand pel dibuix precís i l'articulació de les seves figures sembla que no van agradar a Poussin. A més, Poussin no encaixava bé en el sistema d'estudi, en el qual diversos pintors treballaven en el mateix quadre. Després va preferir treballar molt lentament i sol. Poc se sap de la seva vida a París en aquesta època. Els registres judicials mostren que va tenir deutes considerables, que no va poder pagar. Va estudiar anatomia i perspectiva, però l'esdeveniment més important de la seva primera residència a París va ser el descobriment de les col·leccions d'art reials, gràcies a la seva amistat amb Alexandre Courtois, el valet de chambre de Marie de Medicis. Allà va veure per primera vegada gravats de les obres de Giulio Romano i especialment de Rafael, l'obra del qual va tenir una enorme influència en el seu futur estil.
Després de dos intents fallits per anar a Roma, es va unir a Giovan Battista Marino, el poeta de la cort de Maria de Mèdici, a Lió. Marino el va contractar per il·lustrar el seu poema Adone i una sèrie d'il·lustracions per a una edició projectada de Les Metamorfosis d'Ovidi. El va rebre a casa seva i, el 1624, va permetre a Poussin (que havia estat alentit pels encàrregs de Lió i París) per unir-se a ell a Roma. S’ha suggerit que va ser aquesta amistat primerenca amb Martino i la comissió d’il·lustracions de la seva poesia (que el va portar als temes d’Ovidi), el que va servir de base, o almenys va reforçar, l’erotisme destacat de la primera obra de Poussin.

### A Roma

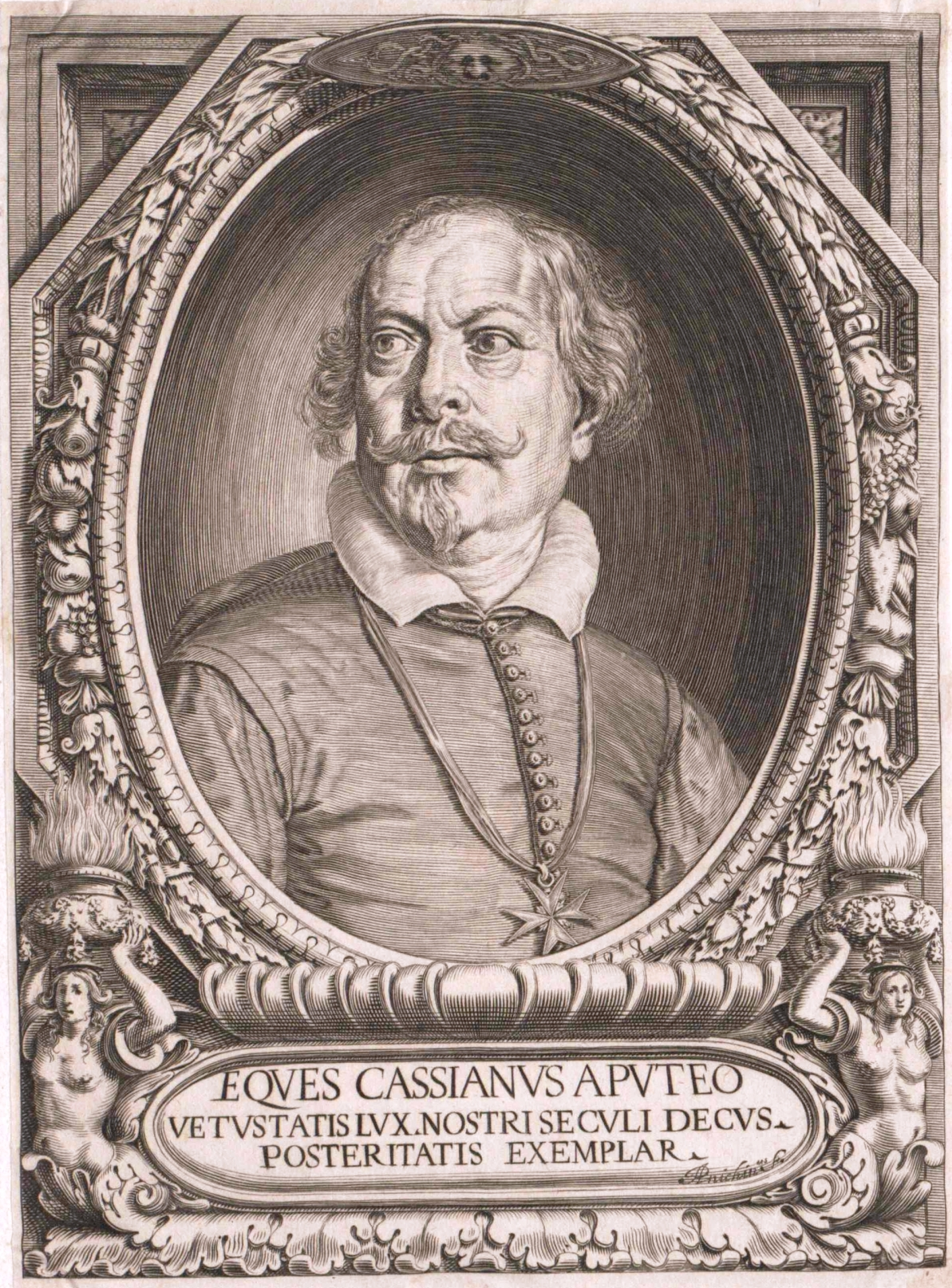
Gravat de Cassiano dal Pozzo.

Poussin tenia trenta anys quan va arribar a Roma el 1624. Al principi va viure amb Simon Vouet. El va presentar a un altre dels seus primers empresaris, el cardenal Maffeo Barberini.
Les dificultats financeres van començar amb la marxa cap a Espanya de Barberini, acompanyat de Cassiano Dal Pozzo, l’antiquari i secretari del cardenal, que després es convertiria en un patró i gran amic. Marino mor durant aquest temps i Poussin perd tots els seus protectors. Aleshores el pintor viu sol, pobre i malalt. Recupera la salut amb un compatriota, Jacques Dughet, pastisser de la ciutat. El 1626, va viure amb un altre pintor francès anomenat Pierre Mellin i l'escultor François Duquesnoy amb qui va estudiar les antiguitats.
El setembre de 1626, va rebre l'encàrrec amb Valentin de Boulogne d'organitzar la festa de l'Acadèmia Sant-Lluc de pintors de Roma, dirigida per Vouet. És una mostra de reconeixement per part dels seus companys. Aleshores era un dels pintors francesos més destacats de la ciutat papal, encara més després de la marxa de Vouet a França el juny de 1627. El seu segon encàrrec de Barberini, La mort de Germànic, completat el 1628 i inspirat en part en els relleus del sarcòfag de Melèagre, va tenir un gran impacte. Aquests primers anys romans van ser un període d'intensa producció per a Poussin. Se li va encarregar un quadre per a un retaule a la Basílica de Sant Pere de Roma aquell mateix any, El Martiri de Sant Erasme 1629, Pinacotena Vaticana), deutora del mateix tema elaborat pel pintor barroc contemporani, Pietro da Cortona.
Havent estat malalt, va ser rebut a la casa del seu compatriota Gaspard Dughet i cuidat per la seva filla Anna Maria, amb qui Poussin es va casar el 1629, instal·lant-se definitivament a la còmoda vida de casa seva a via Paolina. Els seus dos germans eren artistes i Gaspard Dughet més tard va portar el cognom de Poussin. Poussin renuncia a grans encàrrecs d'esglésies o convents per respondre només a peticions d'aficionats i mecenes privats.
Durant les dècades de 1620 i 1630, va tenir l'oportunitat d'experimentar i formular la seva posició sobre la pintura en relació amb els altres. Per a aquest propòsit, va estudiar l'antiguitat, així com obres com les bacanals de Tiziano (La bacanal dels andrios, Bacus i Ariadna i la Ofrena a Venus) al Casino ludovisi i les pintures de Domenichino i Guido Reni. Al mateix temps, el barroc romà estava sorgint: el 1620 Cortona produïa les seves primeres pintures romanes per a la família Sacchetti; Bernini, que s'havia creat una reputació com a escultor, estava dissenyant el gran Baldaquí de bronze a San Pere; i una enginyosa imaginació arquitectònica va sorgir en les obres de Borromini.
Poussin va conèixer altres artistes a Roma i va tendir a fer amics d’aquells amb inclinacions artístiques cap al classicisme: l’escultor francès François Duquesnoy, amb qui va viure el 1626; l’artista francès Jacques Stella; Claude Lorrain; Domenichino; Andrea Sacchi. I es va unir a una acadèmia informal d’artistes i empresaris que es van oposar a l’estil contemporani barroc que es va formar al voltant Joachim von Sandrart.
Aleshores, el papat era el principal patró artístic de Roma. El martiri de San Erasme de Poussin per a San Pere va ser l'únic encàrrec papal de Poussin, que va aconseguir gràcies al cardenal Barberini, el nebot del Papa, i a Poussin no se li va demanar que contribuís de nou amb grans altars ni pintures a gran escala per un Papa.
La seva carrera posterior va dependre del mecenatge privat. A banda del cardenal Francesco Barberini, entre els seus primers empresaris es trobava el cardenal Luigi Omodei, per a qui va produir els Triomfs de la Flora (c. 1630-32, Louvre), o el cardenal Richelieu, que va encarregar diverses Bacanals. Per a Vincenzo Giustiniani va fer Massacre dels innocents (data desconeguda primerenc, Museu Condé, Chantilly). Cassiano Dal Pozzo es va convertir en el propietari de la primera sèrie de Set sagraments (de finals de la dècada de 1630, Castell de Belvoir). I va tornar a França el 1640 amb els germans Paul Fréart de Chantelou i Roland Fréart de Chambray, cridat per François Sublet de Noyers, llavors secretari de la Guerra i superintendent dels edificis de Lluís XIII de França.

### A França
Aquest petit període, molt actiu per al pintor, és encara molt conegut gràcies a la seva correspondència, però també als nombrosos testimonis parisencs. Tan bon punt va arribar, va ser instal·lat en un petit pavelló al Les Tuileries per Sublet de Noyers, regalat al cardenal Richelieu que immediatament li va encarregar quadres per al seu palau parisenc (Moisès davant l'esbarzer ardent i El temps i la veritat) després per al rei Lluís XIII al Castell de Saint-Germain-en-Laye que al seu torn li va encarregar una pintura per a la capella del castell (La institució de l'eucaristia) i una altra per a la del Castell de Fontainebleau (mai realitzada). Va obtenir el 20 de març de 1641 la patent de "primer pintor ordinari del rei" i la direcció general de totes les obres de pintures i ornaments per a l'embelliment de les cases reials, amb 3.000 lliures de salari.
Treballa en el disseny de la gran galeria del Palau del Louvre. Va rebre una ordre per al noviciat de la Companyia de Jesús a París (El Miracle de Sant Francesc Xavier). Fins i tot es pren el temps per completar l'encàrrec d'Els set sagraments desitjat per Cassiano dal Pozzo. No obstant això, va patir nombroses crítiques per part dels altres pintors del rei, entre ells Simon Vouet, en particular pels seus projectes per al Louvre, que el van afectar greument. A més, les múltiples peticions que rebia li van deixar molt poc temps per reconnectar amb els seus familiars, sobretot a Normandia, però també per reflexionar sobre el seu art. El mes de juliol de 1642 va anunciar a Sublet de Noyers la seva intenció de tornar a Roma. Va escriure el seu testament el 20 de setembre, declarant hereus els fills de la seva germanastra Marie, i de fet va marxar cap a Itàlia, arribant a Roma el 5 de novembre.

### Tornada a Roma

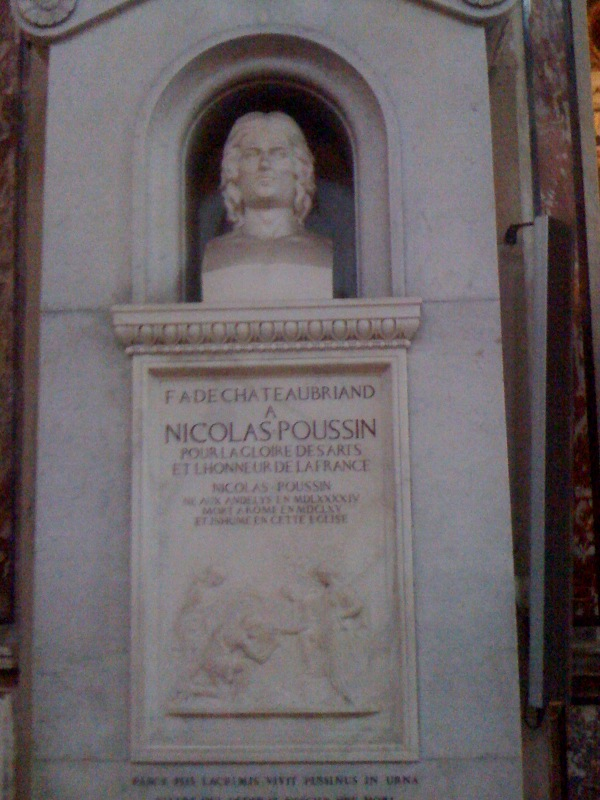
Placa commemorativa de Nicolas Poussin a la Basílica de San Lorenzo in Lucina.

El 1642, disgustat amb les intrigues de Simon Vouet, Jacques Fouquier i l'arquitecte Jacques Lemercier, Poussin va tornar a Roma.
Poussin sembla esperar un temps per poder tornar a França. Va continuar enviant dibuixos per a la galeria del Louvre, va reclamar sumes impagades per les obres parisenques, va intentar conservar el seu pavelló de les Tulleries, però la mort de Richelieu, la del rei i l'exclusió de Sublet de Noyers destrueixen definitivament aquesta esperança. Després de la mort d'Urbà VIII, els Barberini van haver de fugir a França, però van mantenir els seus estrets vincles amb Dal Pozzo. La seva salut és fràgil i li tremola la mà, però continua portant una vida tranquil·la. Fréart de Chantelou va anar a visitar-lo a Roma i li va encarregar una nova sèrie d'Els set sagraments el 1643, que el va ocupar durant quatre anys. El 1647 va arribar a la ciutat André Félibien, secretari del nou ambaixador francès que es va fer amic de Poussin. També va conèixer Louis Fouquet, germà del superintendent de finances, en una missió a la ciutat que, al seu retorn a París, va obtenir per a ell la confirmació de la patent del seu pintor reial i el pagament de les sumes degudes per l'administració reial. També fa amistat amb joves pintors als quals protegeix o aconsella. A més de Gaspard Dughet, el seu jove cunyat, va freqüentar Charles Le Brun durant la seva estada de tres anys a Roma.
El 1648 va acabar per a de Chantelou la segona sèrie d'Els set sagraments (Galeria Bridgewater), i també el seu noble Paisatge amb Diogenes (Louvre). Aquesta pintura mostra al filòsof descartant la seva última possessió mundana, un got, després de veure un home beure aigua al bol de la seva mà. El 1649 va pintar La conversió de Sant Pau (Louvre) per al poeta còmic Paul Scarron, i el 1651 La Sagrada Família (Louvre) per al Duc de Créquy. Any rere any va continuar produint una gran varietat d’obres, moltes de les quals s’inclouen a la llista donada per Félibien.
La mort del seu mecenes més fidel, Cassiano dal Pozzo, el 1657 el va marcar profundament. Això marca l'inici d'un llarg declivi físic amb una mà que tremola cada cop més, cosa que es mostra en els seus últims dibuixos. Declina el títol de Príncep de l'Acadèmia de Sant Lluc el mateix any, però continua la seva obra fins al final de la seva vida, que inclou la sèrie de Les estacions. Encara rep molts visitants francesos i encàrrecs de col·leccionistes romans. No obstant això, els patrocinadors francesos es van convertir en els més nombrosos, especialment Jean Pointel i Jacques Serizier, a qui havia conegut durant la seva última estada a París i que més tard es van convertir en amics seus. Acaba la seva vida molt ric, però amb un estil de vida molt senzill. La seva dona va morir el 1664. Després va redactar un nou testament reequilibrant el seu llegat a favor dels seus nebots romans el 1664 i un últim el 1665 favorable en gran part a ells. Poussin va morir a Roma el 19 de novembre de 1665 i va ser enterrat a la Basílica de San Lorenzo a Lucina. Chateaubriand va donar el monument a Poussin el 1820.
No tenia fills propis, però va adoptar com a fill Gaspard Dughet, el seu cunyat, que es va convertir en pintor i va prendre el cognom del pintor.

## Obra
La riquesa de les seves composicions i la bellesa de les seves expressions l'han fet batejar com El pintor de la gent d'esperit.
Buscava el bon gust de l'antiguitat associant-hi de vegades o retornant les formes de la natura i les de l'art; Nicolas Poussin es va lligar sobretot a les belleses expressives, com si pintés amb una línia viva i precisa el llenguatge del pensament i del sentiment: també va buscar en l'antiguitat aquest bell ideal o intel·lectual, alhora que la moral, que el va fer triar els temes històrics més adequats per als desenvolupaments nobles i expressius de la composició i l'estil. «Els nostres valents antics grecs, inventors de totes les coses belles", explica en una carta de novembre de 1647, no deixaven mai de confiar en la raó, que ens obliga a no anar més enllà de determinats límits, a observar amb intel·ligència i consideració […] l'ordre determinat pel qual cada cosa es conserva en la seva essència».

### Evolució de les atribucions i del catàleg de les seves obres
Segons Jacques Thuillier, "gairebé no hi ha un catàleg més complex, més difícil d’establir que el de Poussin". A la seva arribada a Roma, les seves pintures són copiades o objecte de pastitx. Un cop establert el seu èxit, les seves pintures assoleixen ràpidament preus molt alts i animen els comerciants a donar el seu nom a teles de diversos orígens. Els col·leccionistes no dubten a fer obres directament amb Poussin durant la seva vida, com és el cas de Balthasar de Monconys el 1664. Des de la mort del pintor, les atribucions fantàstiques es multipliquen, incloses en grans col·leccions romanes com la de Cassiano Dal Pozzo. Van augmentar durant els segles segle xviii i segle xix. Així, al mig del segle segle xix, el Museu Fabre a Montpellier creu mantenir quinze obres de Poussin a les seves col·leccions, mentre que ara només se li atribueix un quadre. Les seves obres s’han confós amb els d'altres pintors francesos contemporanis instal·lats a Roma: Charles Mellin, Charles Errard, Charles-Alphonse du Fresnoy o fins i tot Jean Lemaire.
El primer catàleg raonat de les seves obres va ser establert per Pierre-Marie Gault de Saint-Germain el 1806 i conté 129 números per a les pintures. John Smith va establir el seu el 1837 aquesta vegada amb 342 pintures enumerades. Aleshores va ser necessari esperar Émile Magne el 1914, Anthony Blunt va publicar el seu 1966 per a la pintura i el 1974 per a dibuixos. Aquest mateix any, Thuillier ofereix un nou catàleg de pintures limitades a 224 pintures, actualitzades el 1994 amb 250 pintures. Pierre Rosenberg va publicar el seu per a dibuixos el 1994.

### Llista
En aquesta llista es representen els quadres que es troben localitzats amb seguretat. Els números fan referència als dos catàlegs raonats més famosos citats a la font: Thuillier 1994 i Blunt 1966.
| Quadre | Títol | Data                    | Dimensions                              | Notes | Lloc de conservació                                                                        | Números dels catàlegs Thuillier/Blunt |
| ------ | --- | ----------------------- | --------------------------------------- | --- | ------------------------------------------------------------------------------------------ | ------------------------------------- |
|        | Sant Denís Areopagit coronat per un àngel                                                                                 | c. 1620-1621            | 173 x 108 cm                            | Quadre procedent de l'església Saint-Germain-l'Auxerrois (París) | Roan, Museu de Belles Arts                                                                 | 3/R51                                 |
|        | La Mort de Chioné | 1622                    | 109.5 x 159.5 cm                        | Atribuït per Denis Mahon el 1998. Adquirit el febrer de 2016 pel museu. | Lió, Museu de Belles Arts                                                                  |                                       |
|        | La Mort de la Verge | 1623                    | 202 × 137 cm                            | Part d'un retaule encarregat per l'arquebisbe de París Jean-François de Gondi per a la catedral de Notre-Dame, confiscat durant la Revolució Francesa i dipositat al Louvre, enviat a Brussel·les el 1803, considerada una còpia, i desaparegut el 1814. Trobat l'2000 a l'església de Sterrebeek. | Sterrebeek, església Saint-Pancrace                                                        | 11/91                                 |
|        | Moisès exposat a les aigües                                                                                               | c. 1624                 | 145 x 196 cm                            | Comprat a París el 1742 per Frederic August II de Saxònia | Dresden, Gemäldegalerie Alte Meister                                                       | 15/10                                 |
|        | El triomf d'un poeta o El triomf d'Ovidi                                                                                  | c. 1624-1625            | 148 x 176 cm                            | Atribució disputada per Anthony Blunt. | Roma, Palau Corsini                                                                        | 13/R92                                |
|        | Renaud i Armide | c. 1624-1625 (o 1630 ?) | 80 x 107 cm                             | Aparegut el 1804 a Angleterra dins la col·lecció Noël Desenfans després que Francis Bourgeois el llegués al Dulwich College el 1807. | Londres, Dulwich Picture Gallery                                                           | 20/202                                |
|        | Céphale i l'Aurora | c. 1624-1625            | 79 x 152 cm                             | Col·lecció Dal Pozzo ? Pertanyent a la col·lecció Worsley abans de 1770. | York, Hovingham Hall, Col·lecció Worsley                                                   | 25/145                                |
|        | Venus i Adonis | c. 1624-1625            | 98.5 x 134.6 cm                         | Antiga col·lecció Dal Pozzo? Pendant del Paisatge amb una nimfa i un sàtir de Cleveland? Atribució disputada per Blunt. | Fort Worth, Kimbell Art Museum                                                             | 30/R107                               |
|        | Nen amb cornucòpia | c. 1624-1625            | 54,8 × 51,8                             | Fragment d'una pintura ? Informat a la col·lecció l'any 1713. Atribució disputada per Blunt. | Roma, Palau Pallavicini Rospigliosi                                                        | 31/161 (còpia)                        |
|        | Mart i Venus | c. 1625                 | 81 x 145 cm                             | Venut per Pierre Alexis Ponce de La Feuille el 1671 a Lluís XIV de França. Identificat com original per Pierre Rosenberg el 2012. | París, Museu del Louvre                                                                    | R84/R104                              |
|        | Venus adormida amb Amor o Venus espiada pels pastors                                                                      | c. 1624-1626            | 71 x 96 cm                              | Esmentat a l'inventari dels electors de Saxònia el 1722. Atribució acceptada pels historiadors de l'art amb reticències. | Dresde, Gemäldegalerie Alte Meister                                                        | 28/189                                |
|        | Mercuri, Hersé i Aglaure                                                                                                  | c. 1624-1626            | 53,5 × 77,5 cm                          | Provinent de la col·lecció de Jacques-Édouard Gatteaux, danyats pels incendis de la Comuna de París. | París, École nationale supérieure des beaux-arts                                           | 29/164                                |
|        | La Mare de Déu i el Nen amb Sant Joan Baptista                                                                            | c. 1624-1626            | 67 cm de diamètre                       | Quadre atribuït al Museu del Louvre per l'Office des Biens et Intérêts Privés el 1950 (museus Nationaux Récupération, MNR), després dipositat al museu de l'Hôtel Lallemant de Bourges el 1954. Reconeixement de Pierre Rosenberg (2015, S17), rebutjat per Blunt i Thuillier.                     | Bourges, museu des arts décoratifs, hôtel Lallemant.                                       | R27/R26                               |
|        | Renaud et Armide | c. 1625                 | 95 x 133 cm                             | Adquirit per Caterina II de Rússia i enviat a Moscou el 1930. | Moscou, Museu Pouchkine                                                                    | 16/203                                |
|        | Batalla de Gedeó contra els madianites                                                                                    | c. 1625-1626            | 98 x 137 cm                             | Fet per al noble romà Marcello Sacchetti. | Roma, Pinacoteca Vaticana                                                                  | 21/31                                 |
|        | La Victoria de Josué sobre els Amoreus                                                                                    | 1625-1626               | 97,5 x 134 cm                           | Pendant de la Victòria sobre els amalecites. Venut pel pintor per 7 corones, adquirit per Caterina II de Rússia. | Moscou, Museu Pouchkine                                                                    | 18/30                                 |
|        | La Victòria de Josué sobre els Amalecites                                                                                 | 1625-1626               | 97,5 x 134 cm                           | Pendant de la La Victoria de Josué sobre els Amoreus. Venut pel pintor per 7 corones, adquirit per Caterina II de Rússia. | Sant Petersburg, Ermitage                                                                  | 17/29                                 |
|        | Bacanal o Bacus i Ariadna                                                                                                 | 1625-1626               | 122 x 169 cm                            | Esmentat al catàleg del Palau Reial de la Granja de San Ildefonso l'any 1746. Atribució rebutjada per Blunt però acceptada per Thuillier i Rosenberg. | Madrid, museu del Prado                                                                    | 24/R66                                |
|        | Cèfal i Aurora | c. 1625-1626            | 96,9 x 131,3 cm                         | Adquirit pel museu el 1831. Pintura reelaborada cap al 1626-1627, en particular retirant un dipòsit de la tela. | Londres, National Gallery                                                                  | 43/144                                |
|        | Venus i Adonis | c. 1625-1626            | 75 x 100 cm                             | Col·lecció de Joshua Reynolds el 1766 | Providence (Rhode Island), Rhode Island School of Design Museum of Art                     | 42/185                                |
|        | Anníbal creuant els Alps a llom d'elefant                                                                                 | c. 1625-1626            | 100 x 133 cm                            | Col·lecció de Cassiano dal Pozzo. Atribuït per Blunt però rebutjat per Thuillier. Subhastat sense èxit el juliol de 2013. | Col·lecció particular                                                                      | B12/157                               |
|        | Paisatge amb una nimfa i un sàtir també anomenat Amor Omnia Vincit                                                        | c. 1625-1627            | 97 x 127,5 cm                           | Antiga col·lecció Dal Pozzo, pendant Venus i Adonis de Fort Worth? Atribuït per Rosenberg però rebutjat per Thuillier i atribuït a Pier Francesco Mola per Blunt | Cleveland, Museum of Art                                                                   | R124/R58                              |
|        | Midas transformant la branca d'un roure en or, també conegut com Numa Pompilius i la nimfa Egeria                         | c. 1625-1628            | 77 x 101 cm                             | Col·lecció Cassiano Dal Pozzo. Adquirit pel duc d'Aumale amb la col·lecció de Frédéric Reiset. | Chantilly, museu Condé                                                                     | 60/168                                |
|        | La matança dels innocents                                                                                                 | c. 1625-1629            | 147 x 171 cm                            | Pintat per a Vincenzo Giustiniani. Comprat pel duc d'Aumale el 1854 | Chantilly, museu Condé                                                                     | 19/67                                 |
|        | Eliezer i Rebecca al pou o Rebecca apagant la set d'Eliezer                                                               | c. 1626                 | 93.3 x 117.5 cm                         | Antiga col·lecció Cassiano Dal Pozzo, redescoberta per Denis Mahon, comprada per ell en venda pública l'any 1964 sota l'atribució a Pietro Testa. Atribució rebutjada per Thuillier, però confirmada per Rosenberg.                                                                                | Nova York, col·lecció Wildenstein                                                          |                                       |
|        | Venus plorant Adonis | 1626                    | 57 x 128 cm                             | Esmentat a l'inventari del cardenal Angelo Giori. A les col·leccions reials el 1683 i enviat a Caen el 1804. | Caen, Museu de Belles Arts                                                                 | 26/186                                |
|        | La Destrucció del temple de Jerusalem                                                                                     | 1626                    | 145,8 x 194 cm                          | Pintat per al cardenal Barberini i va pagar a Poussin 61 corones el 3 de febrer de 1626. Passa a la col·lecció del cardenal de Richelieu, perdut a finals del segle xviii. Redescobert el 1995 i donat al museu el 1998.                                                                           | Jerusalem, museu d'Israel                                                                  | 35/                                   |
|        | Vista de Grottaferrata inclosa a Venus i Adonis i Paisatge amb el Déu del riu                                             | c. 1626                 | 77 x 202 cm (74.5 x 112 cm + 77 x 88 cm | Col·lecció Dal Pozzo. Tallat en dues parts el segle xviii i reunit el 2009 a un mateix quadre. | Montpeller, museu Fabre                                                                    | 22/R105                               |
|        | Apol·lo i Dafne | c. 1626                 | 97 x 131 cm                             | A les col·leccions de l'elector de Baviera el 1782. | Múnic, Alte Pinakothek                                                                     | 23/130                                |
|        | Apol·lo i Dafne | c. 1626                 | 63 x 77 cm                              | Antiga col·lecció Cassiano dal Pozzo, que forma la contrapartida de La mort d'Eurídice. Atribuït a Poussin per Pierre Rosenberg a finals de la dècada de 1980 en una col·lecció suïssa. Venut a Robilant & Voena el 2017.                                                                          | Col·lecció particular                                                                      |                                       |
|        | La Mort d'Eurídice | c. 1626                 | 63 x 77 cm                              | Antiga col·lecció Cassiano dal Pozzo, que forma la contrapartida de La mort d'Eurídice. Atribuït a Poussin per Pierre Rosenberg a finals de la dècada de 1980 en una col·lecció suïssa. Venut a Robilant & Voena el 2017.                                                                          | Col·lecció particular                                                                      |                                       |
|        | Bacanal de nens | 1626                    | 56 x 76 cm                              | Tempera. Col·lecció del Cardenal Chigi, que va romandre al Palau Chigi fins al 1914, va entrar a les col·leccions nacionals el 1979 | Roma, Galleria Nazionale d'Arte Antica, palau Barberini                                    | 36/192                                |
|        | Bacanal de nens | 1626                    | 74 x 85 cm                              | tempera. Mateix origen que l'anterior sense ser homòleg. | Roma, Galleria Nazionale d'Arte Antica, palau Barberini                                    | 37/193                                |
|        | La Lamentació sobre Crist                                                                                                 | 1626                    | 102 x 148 cm                            | A les col·leccions de l'elector de Baviera al segle xviii | Múnic, Alte Pinakothek                                                                     | 38/82                                 |
|        | Venus sorpresa pels sàtirs                                                                                                | 1626                    | 77 × 100 cm                             | Atribució rebutjada per Blunt i després per Thuillier, però recentment reatribuïda a Poussin. | Zúric, Kunsthaus                                                                           | B7/R113                               |
|        | Escena bàquica o Nimfa muntant un sàtir                                                                                   | c. 1626                 | 96 x 74,5 cm                            | Esmentat el 1749 a les col·leccions del landgravi Guillem VIII de Hessen-Kassel | Kassel, Galeria pintures antigues de la terra de Hessen, Castell de Wilhelmshöhe           | 44/198                                |
|        | Baixada de la Creu o La Deposició de la Creu                                                                              | c. 1626                 | 119 x 98 cm                             | Col·lecció d'Heinrich von Brühl adquiria per Caterina II de Rússia en 1768 | Sant Petersburg, museu de l'Ermitage                                                       | 39/80                                 |
|        | La infància de Bacus | c. 1626                 | 135 x 168 cm                            | Comprat a Anglaterra pel duc d'Aumale el 1859 | Chantilly, museu Condé                                                                     | 46/134                                |
|        | Crist al jardí de les oliveres                                                                                            | c. 1628                 | 62 x 49 cm                              | Oli sobre coure, antiga col·lecció de Dal Pozzo va reaparèixer el 1985. Regal de Jon Landau al museu el 2021. | Nova York, Metropolitan Museum of Art                                                      | 27/L30                                |
|        | Crist al jardí de les oliveres                                                                                            | c. 1626 o 1628          | 60,5 × 47 cm                            | Oli sobre coure, antiga col·lecció Barberini. Venut a una subhasta per 6,7 milions de dòlars a un particular el gener de 1999 | Los Angeles, col·lecció privada, dipositada al J. Museu Paul Getty                         | 88                                    |
|        | Helios i Phaëton amb Saturn i les quatre estacions o Apol·lo cedint el seu carro a Faetont                                | c. 1626-1627            | 122 x 153 cm                            | Localitzat a París el 1674, després a Potsdam el 1773 | Berlín, Gemäldegalerie                                                                     | 51/172                                |
|        | El menjar de Bacchus o La petita bacanal                                                                                  | c. 1626-1627            | 97 x 136 cm                             | Adquirit per a les Col·leccions Reials abans de 1683. Atribució rebutjada per Anthony Blunt | París, museu del Louvre                                                                    | 50/R64                                |
|        | El menjar de Bacchus o La Infància de Bacus                                                                               | c. 1626-1627            | 75 x 97 cm                              | Antiga col·lecció de Pierre-Jean Mariette i després del marquès de Cholmondeley, llegada el 1831. | Londres, National Gallery                                                                  | 52/133                                |
|        | Venus i Mercuri, incloent Venus i Mercuri (reproduït al costat) i Concert d'amours                                        | c. 1626-1627            | 78 x 85 cm i 57 x 51 cm                 | Composició original conegut d'un dibuix al Louvre i retallada durant el segle xviii. | Londres, Dulwich Picture Gallery et París, museu del Louvre                                | 34/184                                |
|        | La Vierge à l'enfant | c. 1626-1627            | 58,5 x 49,5 cm                          | Col·lecció Dal Pozzo. Pendant de la Piéta de Cherbourg, retallat. S'atribueix la decoració floral a Daniel Seghers. | Brighton, Preston Manor                                                                    | 40                                    |
|        | Piéta | c. 1626-1627            | 57,5 x 48,5 cm                          | Col·lecció Dal Pozzo. Pendant de la Verge i el nen de Brighton, retallat. S'atribueix la decoració floral a Daniel Seghers. | Cherbourg, museu Thomas-Henry                                                              | 41/81                                 |
|        | Bacus-Apol·lo o Bacus i Erigone                                                                                           | c. 1626-1628            | 98 x 73,5 cm                            | Primer projecte de Bacchus-Érigone cobert pel mateix Poussin per un Bacchus-Apol·lo. Molts repintats posteriors de pudor | Estocolm, Nationalmuseum                                                                   | 53/135                                |
|        | Escena bàquica o Nimfa i sàtir bevent                                                                                     | 1626-1628               | 74 x 60 cm                              | Còpia del quadre de Moscou considerat de la mà del mestre | Madrid, museu de Prado                                                                     | 45a/200                               |
|        | Escena bàquica o Nimfa i sàtir bevent                                                                                     | 1626-1628               | 77 x 62 cm                              | Còpia del quadre de Madrid considerat de la mà del mestre | Moscou, museu Pouchkine                                                                    | 45b/200                               |
|        | Mides rentant al Pactolus                                                                                                 | c. 1626-1628            | 97,5 x 72,5 cm                          | Adquirit el 1871 pel museu | Nova York, Metropolitan Museum of Art                                                      | 47/165                                |
|        | Midas a la font del Pactolus                                                                                              | c. 1626-1628            | 50 x 66 cm                              | Pintura robada el 19 de febrer de 2011 i trobada el 4 de maig de 2012. | Ajaccio, museu Fesch                                                                       | 48/166                                |
|        | Olimp i Màrsies | c. 1626-1628            | 89,5 cm                                 | Pintura redescoberta per Pierre Rosenberg el 1969, comprada pel museu del Louvre després retornada als seus propietaris després d'un procediment judicial el 1978. | Col·lecció particular                                                                      | 49/L49                                |
|        | Narcís i Cupido | c. 1626-1629            | 53 × 41,9 cm                            | Redescobert i venut a subhasta el 1997 i de nou a Sotheby's el 29 de gener de 2020 (lot 40). | Col·lecció particular                                                                      |                                       |
|        | Ninfa adormida sorpresa pels sàtirs o Venus sorpresa pels sàtirs                                                          | 1627                    | 66 x 50,8 cm                            | Primer rebutjat per Blunt i Thuillier i recentment reassignat després de la radiografia de Rosenberg | Londres, National Gallery de Londres                                                       | B8/R113                               |
|        | La inspiració del poeta (també anomenada La inspiració d'Anacreont)                                                       | c. 1627                 | 94 x 69,5 cm                            | A les col·leccions de la Dinastia Hannover el 1779 | Hannover, Niedersächsisches Landesmuseum                                                   | 72/125                                |
|        | L'Anunciació | c. 1627                 | 95 cm                                   | Antiga col·lecció Frédéric Reiset. Atribuït per Blunt, de vegades atribuït a Charles Mellin, rebutjat per Thuillier i per Rosenberg però posteriorment reatribuït a Poussin per aquest últim. | Chantilly, museu Condé                                                                     | B15/38                                |
|        | Acis i Galatea | 1627-1628               | 97 x 135 cm                             | Donat al museu el 1916 | Dublín, National Gallery of Ireland                                                        | 54/128                                |
|        | Els Pastors d'Arcàdia (Et in Arcadia ego)                                                                                 | 1627-1628               | 101 x 82 cm                             | A les col·leccions de Louis-Henri de Loménie de Brienne a finals del segle xvii i en els del duc de Devonshire el 1761 | Chatsworth House, Devonshire Collection                                                    | 67/119                                |
|        | Bacanal al guitarrista també anomenat La Gran Bacanal                                                                     | 1627-1628               | 121 x 175 cm                            | Adquirit pel duc de Richelieu després a les col·leccions reials. | París, museu del Louvre                                                                    | 55/140                                |
|        | Eco i Narcís | 1628                    | 74 x 100 cm                             | Adquirit per Lluis XIV de França abans de 1683 | París, museu del Louvre                                                                    | 57/151                                |
|        | La Mort de Germànic | 1628                    | 146 x 195 cm                            | Pintat per al cardenal Francesco Barberini. En possessió dels seus hereus fins a la seva venda al museu l'any 1958 | Minneapolis, Institute of Arts                                                             | 58/156                                |
|        | Le Triomphe de Flore | 1628                    | 165 x 241cm                             | Propriété du cardinal Omodei. Adquirit el 1684-1685 per Louis XIV de França | París, museu del Louvre                                                                    | 56/154                                |
|        | Le Massacre des innocents                                                                                                 | 1628                    | 97 x 132 cm                             | Atribuït per Blunt però rebutjat per Thuillier. L'antiga col·lecció Duthuit va ser llegada al museu el 1902. | París, museu delPetit Palais                                                               | B2/66                                 |
|        | El Matrimoni místic de Santa Caterina                                                                                     | c. 1628-1629            | 126 x 168 cm                            | Possiblement de la col·lecció Dal Pozzo. Antiga col·lecció Cook. Llegat al museu per John Heathcoat-Amory el 1973. Jacques Thuillier rebutja aquesta atribució. | Edimburg, National Gallery of Scotland                                                     | 95/B17                                |
|        | El Martiri de Sant Erasme                                                                                                 | 1628-1629               | 99 x 74 cm                              | Modello del quadre destinat a Sant Pere de Roma. Antiga col·lecció Barberini, va entrar al museu l'any 1972 | Ottawa, Museu des Beaux-Arts du Canadà\| \|68/98                                           |                                       |
|        | El Martiri de Sant Erasme                                                                                                 | 1628-1629               | 320 x 186 cm                            | Encarregat el 1628 a instigació del cardenal Francesco Barberini per adornar una capella de la basílica de Sant Pere | Roma, Pinacoteca Vaticana                                                                  | 69/97                                 |
|        | Midas davant Bacus, també anomenat Mides i Bacus                                                                          | 1628-1629               | 98 x 130 cm                             | Localitzat a Múnic des de 1787. | Munich, Alte Pinakothek                                                                    | 65/R89                                |
|        | Diana i Endimió | c. 1628-1630            | 122 x 169 cm                            | Possiblement de l'antiga col·lecció Jules Mazarin i després Joseph Fesch. Moltes repintades del mateix Poussin | Detroit, Institute of Arts                                                                 | 66/149                                |
|        | Mart i Venus | c. 1628-1630            | 155 x 213 cm                            | Antiga col·lecció Dal Pozzo | Boston, Museum of Fine Arts                                                                | 61/183                                |
|        | La inspiració del poeta                                                                                                   | 1629                    | 183 x 213 cm                            | Va pertànyer a la col·lecció de Thomas Charles Hope el 1824, comprada pel Louvre el 1911. Reelaborat àmpliament pel mateix Poussin. | París, museu del Louvre                                                                    | 79/124                                |
|        | L'Aparició de la Verge a Sant Jaume el gran                                                                               | c. 1629-1630            | 301 x 242 cm                            | Pintat potser per a un retaule de l'església de Saint-Jacques a Valenciennes. Adquirit pel duc de Richelieu després va entrar a les col·leccions reials el 1665 | París, museu del Louvre                                                                    | 75/102                                |
|        | Sagrada Família amb Sant Joan Baptista                                                                                    | 1629-1630               | 101 x 75,5 cm                           | Antiga col·lecció de Heinrich Thyssen | Karlsruhe, Staatliche Kunsthalle                                                           | 74/48                                 |
|        | Moisès suavitzant les aigües de Mara                                                                                      | c. 1629-1630            | 152 x 210 cm                            | Ingressat l'any 1755 a les col·leccions del primer vescomte d'Harcourt a Angleterra. Venut a subhasta l'any 1948. | Baltimore, Museum of Art                                                                   | 76/28                                 |
|        | El Retorn d'Egipte | c. 1629-1630            | 112 x 94 cm                             | Possiblement la versió més antiga del llenç de Cleveland | Londres, Dulwich Picture Gallery                                                           | 77/68                                 |
|        | Sagrada Família també conegut com El repòs durant la fugida a Egipte                                                      | c. 1629-1630            | 76 x 63 cm                              | Antigament a la col·lecció de Dr i Mrs Rudolph Heinemann, donat al museu el 1996 | Nova York, Metropolitan Museum of Art                                                      | 78/63                                 |
|        | El triomf de David o David victoriós                                                                                      | c. 1629-1630            | 100 x 130 cm                            | Col·lecció del cardenal Girolamo Casanate des de 1664. Va entrar a les col·leccions reials espanyoles abans de 1727. | Madrid, museu del Prado                                                                    | 73/34                                 |
|        | El repòs durant la fugida a Egipte                                                                                        | c. 1630                 | 88 x 67 cm                              | Possiblement de la col·lecció Pierre Crozat, passat per Anglaterra al segle xix | Winterthur, museu Oskar Reinhart «Am Römerholz»                                            | 80/64                                 |
|        | L'Assumpció de la Verge                                                                                                   | c. 1630-1632            | 134,4 x 98,1 cm                         | Atribució de Blunt però rebutjada per Thuillier. Generalment es considera autògraf ara (2015). | Washington DC, National Gallery of Art                                                     | B20/92                                |
|        | Nens i gossos | c. 1630-1633            | 67,5 x 50 cm                            | Fragment d'un llenç més gran el tema del qual segueix sent desconegut. Col·lecció de Pierre Crozat adquirida per Caterina II de Rússia el 1772 | Sant Petersburg, museu de l'Ermitage                                                       | 32/195                                |
|        | La Pesta d'Asdod o Els filisteus afectats per la pesta                                                                    | 1631                    | 148 x 198 cm                            | El va començar a finals de 1630 i es va vendre per 110 corones. Antiga col·lecció del cardenal Richelieu | París, museu del Louvre                                                                    | 81/32                                 |
|        | Nimfa muntant una cabra o Venus, fauna i amorets                                                                          | c. 1631                 | 72 x 56 cm                              | Possiblement la col·lecció Crozat antiga. Adquirit per Caterina II el 1771. | Sant Petersburg, museu de l'Ermitage                                                       | 82/199                                |
|        | Jocs d'infants i amorets                                                                                                  | c. 1631                 | 95 x 72 cm                              | Possiblement de la col·lecció Pierre Crozat venuda a Caterina II de Rússia | Sant Petersburg, museu de l'Ermitage                                                       | 83/196                                |
|        | L'Imperi de la Flora anomenat també El Jardí de la Flora o El Jardí de flors                                              | 1631                    | 131 x 181 cm                            | Es va vendre per 100 corones. Col·leccions de l'elector de Saxònia des de 1722 | Dresde, Gemäldegalerie Alte Meister                                                        | 84/155                                |
|        | Tancred i Ermínia | 1631                    | 98 x 147 cm                             | Adquirit a París el 1766 per Caterina II de Rússia | Sant Petersburg, museu de l'Ermitage                                                       | 86/206                                |
|        | El Parnàs també anomenat Apol·lo i les muses                                                                              | 1631-1632               | 145 x 197 cm                            | A les col·leccions reials espanyoles des de 1746 | Madrid, museu del Prado                                                                    | 85/129                                |
|        | El triomf de David | c. 1631-1633            | 117 x 146 cm                            | Origen desconegut abans d’entrar al Museu. Atribució amb dubtes de Mahon, Blunt i Thuillier | Londres, Dulwich Picture Gallery                                                           | 91/33                                 |
|        | Bacanal abans d'un terme de Pan                                                                                           | 1632-1633               | 98 x 142,8 cm                           | Adquirit el 1826 | Londres, National Gallery                                                                  | 87/141                                |
|        | El Retorn d'Egipte | 1632-1633               | 134 x 99 cm                             | Provinent de les col·lectcons dels prínceps de Liechtenstein, venut el 1952 | Cleveland, Museum of Art                                                                   | 89/s.n.                               |
|        | La translació miraculosa de Santa Rita de Cascia o La verge protegint Spola                                               | c. 1633                 | 48 x 37 cm                              | Oli sobre fusta. La radiografia va revelar un quadre anterior a sota. Antiga col·lecció Francis Bourgeois. | Londres, Dulwich Picture Gallery                                                           | 97/94                                 |
|        | L'Adoració dels mags | 1633                    | 160 x 182 cm                            | Adquirit el 1742 per Auguste de Saxe a París. Signat Accad. rom. Nicolaus Pusin faciebat Romae 1633 | Dresde, Gemäldegalerie Alte Meister                                                        | 93/44                                 |
|        | L'Adoració dels Pastors                                                                                                   | 1633-1634               | 98 x 74 cm                              | Potser prové de la col·lecció de Joshua Reynolds, que va passar per la família Beauchamp i va entrar al Museu el 1957. Signat N. N. Poussin fe. sobre la pedra en primer pla. | Londres, National Gallery                                                                  | 92/40                                 |
|        | La dansa de la vida humana                                                                                                | c. 1633-1634            | 83 x 105 cm                             | Pintat per a Ropigliosi cardinal, futur papa Climent IX, sobre un tema definit per ell. Passat a les col·leccions de Fesch, després per les del duc de Hartford i Richard Wallace | Londres, Wallace Collection                                                                | 141/121                               |
|        | El rapte de les Sabines                                                                                                   | 1633-1634 o 1637-1638   | 159 x 206 cm                            | Per a Blunt, aquesta versió és més antiga que la del Metropolitan, per a Thuillier, és al contrari | París, museu del Louvre                                                                    | 131/179                               |
|        | Sant Joan batejant al Jordà o Sant Joan batejant la gent                                                                  | c. 1633-1634            | 95 x 120 cm                             | Col·lecció Dal Pozzo, Passat a la col·lecció de Ducs de Rutland el 1785. Un temps pertany a la Fundació Col·lecció E. G. Bührle després adquirit per Getty el 1971 | Los Angeles, J. Paul Getty Museum                                                          | 94/70                                 |
|        | Els companys de Renaud | c. 1633-1634            | 119 x 101 cm                            | Col·lecció Dal Pozzo. Adquirit pel museu el 1977. | Nova York, Metropolitan Museum of Art                                                      | 106/205                               |
|        | Moisès portant l'aigua de la roca o la vaga de la roca                                                                    | 1633-1635               | 97 x 133 cm                             | Col·lecció Jean-Baptiste Colbert de Seignelay després a la Col·lecció d'Orleans del Palau Reial de París, i finalment a la col·lecció Bridgewater. Sempre en possessió dels seus hereus | Edimburg, National Gallery of Scotland                                                     | 101/22                                |
|        | Paisatge amb un home espantat per una serp                                                                                | c. 1633-1635            | 65 x 76 cm                              | Col·lecció Dal Pozzo ? Adquirit cap al 1920 a París per Duncan Grant. Possessió d'Anthony Blunt abans de la seva venda al museu. | Montréal, museu de belles arts                                                             | 96/215                                |
|        | Infants jugant | c. 1633-1635            | 52 x 39 cm                              | Antiga col·lecció del duc de Westminster | Lisboa, museu Calouste-Gulbenkian                                                          | 104/R109                              |
|        | Venus mostrant les seves armes a Eneas                                                                                    | c. 1633-1635            | 107 x 133 cm                            | Antiga col·lecció del prince de Cellamare | Toronto, galeria d'art d'Ontario                                                           | 107/190                               |
|        | Tancred i Ermínia | c. 1634 (o 1638-1639)   | 75 x 100 cm                             | Comprat a París el 1717 per James Thornhill. Adquirit pel museu el 1938 | Birmingham, Barber Institute of Fine Arts                                                  | 143/207                               |
|        | El rapte de les sabines                                                                                                   | 1634                    | 154,5 x 210 cm                          | Antiga col·lecció de Marie-Madeleine de Vignerot d'Aiguillon. | Nova York, Metropolitan Museum of Art                                                      | 103/180                               |
|        | El pas del mar Roig | 1634                    | 155,6 x 215,3 cm                        | Pendant de L'adoració de la vedella daurada. Col·lecció del segle xviii fins al 1945 | Melbourne, National Gallery of Victoria                                                    | 99/20                                 |
|        | L'adoració de la vedella daurada                                                                                          | 1634                    | 154 x 214 cm                            | Pendant d'El pas del mar Roig. Col·lecció dal Pozzo. Proprietat dels Comte de Radnor des del segle xviii fins al 1945 | Londres, National Gallery                                                                  | 100/26                                |
|        | El jove Pyrrhus salvat | 1634                    | 116 x 160 cm                            | Pagades 70 corones el 2 de setembre de 1634 a un parent del papa. Passat de les col·leccions de Richelieu a les del rei el 1665 | París, museu del Louvre                                                                    | 108/178                               |
|        | Paisatge amb ruïnes o paisatge amb una tomba antiga i dues figures                                                        | c. 1634                 | 72 x 98 cm                              | Atribució refutada per Thuillier. Atribuït a Jean Lemaire per Blunt, atribuït a Poussin per Rosenberg | Madrid, museu del Prado                                                                    | R142                                  |
|        | Sant Joan batejant la gent                                                                                                | 1634-1635               | 94 x 120 cm                             | Col·lecció d'André Le Nôtre, donat al rei el 1693 | París, museu del Louvre                                                                    | 102/69                                |
|        | Camille i el professor de l'escola de Faléries                                                                            | c. 1634-1635            | 101 x 137 cm                            | Proprietat dels prínceps de Schaumburg-Lippe al segle xviii. Antiga col·lecció de Pau de Iugoslàvia. Adquirit pel museu el 1970 | Pasadena (Califòrnia) Museu Norton Simon                                                   | 109/143                               |
|        | Himeneu travestit com a dona durant un sacrifici a Príap també anomenat Ball en honor a Príap                             | c. 1634-1638            | 167 x 376 cm                            | Encàrrec del rei d'Espanya, pendant de La caça de Melèagre i Atalanta ? | São Paulo, museu d'art                                                                     | 116/176                               |
|        | La caça de Melèagre i Atalanta també anomenat La marxa per la cacera                                                      | 1634-1638               | 160 x 360 cm                            | Encàrrec del rei d'Espanya, pendant de La dança en honor de Priap ? | Madrid, museu del Prado                                                                    | 115/163                               |
|        | Santa Cecília | c. 1635                 | 117,7 x 89 cm                           | Localitzat a l'Alcàsser de Madrid el 1734. Atribució rebutjada per Thuillier | Madrid, museu del Prado                                                                    | B19/96                                |
|        | La destrucció del temple de Jerusalem o la presa de Jerusalem                                                             | 1638                    | 147 x 198 cm                            | Conté la inscripció « Ni Pussin Fec » al segon escut a la dreta. Encarregat per Barberini per ser donat a l'ambaixador de l'emperador del Sant Imperi el 1639 | Viena, Museu d'Història de l'Art                                                           | 132/37                                |
|        | El triomf de Neptú o El naixement de Venus (Bacanals Richelieu I)                                                         | 1635 o 1636             | 97,2 x 108 cm                           | Procedent d’una sèrie comandada pel cardenal Richelieu pel seu castell amb el mateix nom | Filadèlfia, Museum of Art                                                                  | 110/167                               |
|        | El triomf de Silè (Bacanals Richelieu II)                                                                                 | 1637                    | 143,5 × 121,3 cm                        | Procedent d’una sèrie comandada pel cardenal Richelieu pel seu castell amb el mateix nom. Considerada una còpia antiga (1637) d'un original desaparegut per Blunt, Thuillier i els comissaris del Museu. Considerat un original per Rosenberg                                                      | Londres, National Gallery                                                                  | 111/138                               |
|        | El triomf de Pan (Bacanals Richelieu III)                                                                                 | 1635-1636               | 134 x 145 cm                            | Procedent d’una sèrie comandada pel cardenal Richelieu pel seu castell amb el mateix nom. | Londres, National Gallery                                                                  | 112/136                               |
|        | El triomf de Bacus (Bacanals Richelieu IV)                                                                                | 1635-1636               | 128,3 x 151,1 cm                        | Considerat per Blunt i Thuillier com una còpia antiga. Atribuït per Rosenberg. Procedent d’una sèrie comandada pel cardenal Richelieu pel seu castell amb el mateix nom. | Kansas City, Nelson-Atkins Museum of Art                                                   | 113/137                               |
|        | Els set Sagraments: El casament (2)                                                                                       | c. 1636-1640            | 95,5 x 121 cm                           | Conservat durant molt de temps a Belvoir Castle, Leicestershire. Segon de la sèrie, precedit per La penitència, destruït en un incendi al mateix castell el 1816 | Londres, col·lecció del Duc de Rutland, dipositat a la Dulwich Picture Gallery             | 125/111                               |
|        | Els set Sagraments: L'Extrema Unció (3)                                                                                   | c. 1636-1640            | 95,5 × 121 cm                           | Col·lecció Dal Pozzo. Antiga col·lecció del duc de Rutland. Adquirit pel museu el novembre de 2012. | Cambridge, Fitzwilliam Museum                                                              | 126/109                               |
|        | Els set Sagraments: La Confirmació (4)                                                                                    | c. 1636-1640            | 95,5 x 121 cm                           | Col·lecció Dal Pozzo. Adquirit pel duc de Rutland el 1784-1785, mantingut durant molt temps al castell de Belvoir, Leicestershire. | Londres, col·lecció del duc de Rutland, dipositat a la Dulwich Picture Gallery             | 127/106                               |
|        | Els set Sagraments:: L'Ordre (5) (o L'Ordinació)                                                                          | c. 1636-1640            | 95.5 x 121 cm                           | Col·lecció dal Pozzo. Adquirit pel duc de Rutland el 1784-1785. Adquirit pel Kimbell Art Museum el 2011 per 15 milions de lliures | Fort Worth, Kimbell Art Museum                                                             | 128/110                               |
|        | Els set Sagraments: L'Eucaristia (6)                                                                                      | c. 1636-1640            | 95,5 x 121 cm                           | Col·lecció dal Pozzo. Adquirit pel duc de Rutland el 1784-1785, mantingut durant molt temps al castell de Belvoir, Leicestershire | Londres, col·lecció del duc de Rutland, dipositat a la Dulwich Picture Gallery             | 129/107                               |
|        | Els set Sagraments:: El Baptisme també anomenat El Baptisme de Crist (7)                                                  | 1636-1642               | 95,5 x 121 cm                           | Completat el 1642 a París. Col·lecció Dal Pozzo. Adquirit pel duc de Rutland el 1784-1785. Separat de la sèrie després d'una venda el 1939 | Washington, National Gallery of Art                                                        | 130/105                               |
|        | El menjar de Júpiter, també conegut com La infància de Júpiter                                                            | c. 1636-1637            | 96,2 x 119,6 cm                         | Aparegut a mitjans del segle xviii | Londres, Dulwich Picture Gallery                                                           | 139/161                               |
|        | Paisatge amb Juno i Argus                                                                                                 | c. 1636-1637            | 120 x 195 cm                            | Citat el 1638 a la col·lecció de la família Giustiniani a Roma | Berlin, Gemäldegalerie                                                                     | 95/160                                |
|        | Camille lliura el mestre de Falerii als seus alumnes                                                                      | 1637                    | 252 x 265 cm                            | Pintat per a Louis Phélypeaux de La Vrillière | París, museu del Louvre                                                                    | 122/142                               |
|        | Pan i Siringa o Siringa perseguida per Pan i convertida en un canyar                                                      | 1637                    | 106,5 x 82cm                            | Adquirit per Frederic August II de Saxònia a París el 1742 | Dresde, Gemäldegalerie Alte Meister                                                        | 120/171                               |
|        | Paisatge amb sant Jeroni                                                                                                  | 1637-1638               | 155 x 234 cm                            | Pertany a una sèrie de pintures que representen anacoretes per encàrrec de Felip IV de Castella, III d'Aragó i de Portugal per a la decoració del palau del Retiro als artistes vivint a Roma | Madrid, museu del Prado                                                                    | 114/103                               |
|        | Paisatge amb un home bevent                                                                                               | c. 1637-1638            | 63 x 78 cm                              | Possiblement col·lecció Dal Pozzo, va reaparèixer el 1939. Pendant del Paisatge amb viatgers en repòs | Londres, National Gallery                                                                  | 133/213                               |
|        | Paisatge amb viatgers en repòs                                                                                            | c. 1637-1638            | 63 x 75 cm                              | Possiblement col·lecció Dal Pozzo, va reaparèixer el 1939. Pendant del Paisatge amb un home bevent | Londres, National Gallery                                                                  | 134/214                               |
|        | Els israelites recollint el mannà al desert                                                                               | 1638-1639               | 149 x 200 cm                            | Pintat per a Paul Fréart de Chantelou després adquirit per Nicolas Fouquet i inclòs a les col·leccions reials el 1661. | París, museu del Louvre                                                                    | 135/21                                |
|        | Moisès salvant les aigües                                                                                                 | 1638                    | 93 x 121 cm                             | Pintura que pertanyia a André Le Nôtre i donat al rei el 1693 | París, museu del Louvre                                                                    | 136/12                                |
|        | Teseu retroba l’espasa del seu pare                                                                                       | c. 1638                 | 98 x 134 cm                             | Pintat en col·laboració amb Jean Lemaire que va crear la decoració arquitectònica. Còpia antigament a la Galleria degli Uffizi. | Chantilly, museu Condé                                                                     | 90/182                                |
|        | La Sagrada Família | c. 1638                 | 67 x 49 cm                              | Antiga col·lecció Giulio Rospigliosi, després la del Cardenal Fesch, després Frédéric Reiset. Atribució acceptada després rebutjada per Blunt, rebutjada per Thuillier i Rosenberg però ara acceptada per aquest últim.                                                                            | Chantilly, museu Condé                                                                     | B24/52                                |
|        | Els Pastors d'Arcàdia (Et in Arcadia ego)                                                                                 | 1638-1639               | 85 x 121 cm                             | Adquirit per Lluis XIV el 1685 | París, museu del Louvre                                                                    | 137/120                               |
|        | Santa Margarita | c. 1638-1640            | 220 x 145 cm                            | Possiblement un encàrrec Dal Pozzo per a una església piemontesa | Turin, galeria Sabauda                                                                     | 142/104                               |
|        | Venus mostrant les seves armes a Enees                                                                                    | 1639                    | 105 x 142 cm                            | Pintat per a Jacques Stella | Rouen, museu de belles arts                                                                | 138/191                               |
|        | Júpiter alletat per la cabra Amaltea o El menjar de Jupiter                                                               | 1640                    | 97 x 133 cm                             | Col·lecció de Frederic II de Prússia el 1786 | Berlin, Gemäldegalerie                                                                     | 145/162                               |
|        | La continència d'Escipió                                                                                                  | 1640                    | 114 x 163 cm                            | Col·lecció Robert Walpole adquirit per Catarine II de Rússia en 1772 | Moscou, museu Pouchkine                                                                    | 146/181                               |
|        | Paisatge amb sant Mateu                                                                                                   | 1640                    | 99 x 135 cm                             | Venut per 70 corones el 28 d'octubre de 1640. Llegat al cardenal Barberini, adquirit pel museu l'any 1873. Pendant del Paisatge amb Sant Joan a Patmos | Berlin, Gemäldegalerie                                                                     | 147/87                                |
|        | Paisatge amb Sant Joan a Patmos                                                                                           | 1640                    | 102 x 133 cm                            | Venut per 70 corones el 28 d'octubre de 1640. Reaparegut el 1930. Pendant del Paisatge amb sant Mateu | Chicago, Art Institute                                                                     | 148/86                                |
|        | La institució de l'eucaristia o Jesucrist institurant l'Eucaristia                                                        | 1641                    | 325 x 250 cm                            | Encarregat el desembre de 1640 per Lluis XIII per a la capella del castell de Saint-Germain-en-Laye | París, museu del Louvre                                                                    | 149/78                                |
|        | Moisès davant l'esbarzer ardent                                                                                           | 1641                    | 203.7 x 170.8 cm                        | Encàrrec del cardenal Richelieu per a una xemeneia al gran gabinet del Palau-Cardenal (futur Palau Reial). Adquirit per a la col·lectió reial danesa el 1761 | Copenhague, Statens Museum for Kunst                                                       | 150/18                                |
|        | El temps i la veritat també anomenat El temps protegeix la Veritat de l'abast de l'enveja i la discòrdia                  | 1641                    | 297 cm de diamètre                      | Encàrrec del cardenal Richelieu pel sostre del gran gabinet del seu palau parisenc | París, museu del Louvre                                                                    | 152/122                               |
|        | El Miracle de Sant Francesc Xavier o Sant Francesc Xavier que torna a la vida la filla d'un resident de Kagoshima al Japó | 1641-1642               | 444 x 234 cm                            | Encàrrec de François Sublet de Noyers per a l'altar major de la capella del noviciat jesuïta | París, museu del Louvre                                                                    | 151/101                               |
|        | Sagrada Família també anomenat Madonna Roccatagliata                                                                      | 1641-1642               | 71 x 55,5 cm                            | Pintat per al marxant d'art Stefano Roccatagliata, passat a la col·lecció Dal Pozzo i després a la de Jacques-Laure Le Tonnelier de Breteuil. Adquirit pel museu el 1954. | Detroit, Institute of Arts                                                                 | 153/46                                |
|        | El rapte de Sant Pau | 1643                    | 41,5 x 30 cm                            | Pintat per a Paul Fréart de Chantelou per convertir-lo en una contrapartida de La visió d'Ezequiel de Rafael. Antiga col·lecció del duc d'Orléans, adquirit pel museu el 1956. | Sarasota, Florida, John and Mable Ringling Museum of Art                                   | 154/88                                |
|        | Els Set Sagraments II: L'Extrema Unció (1)                                                                                | 1644                    | 117 x 178 cm                            | Sèrie pintada per a Paul Fréart de Chantelou. Va passar a la col·lecció d'Orleans dispersa a Anglaterra el 1798. | Edimburg, National Gallery of Scotland, col·lecció del duc de Sutherland (dipòsit)         | 159/116                               |
|        | Els Set Sagraments II: La Confirmació (2)                                                                                 | 1645                    | 117 x 178 cm                            | Sèrie pintada per a Paul Fréart de Chantelou. Va passar a la col·lecció d'Orleans dispersa a Anglaterra el 1798. | Edimburg, National Gallery of Scotland, col·lecció del duc de Sutherland                   | 160/113                               |
|        | Els Set Sagraments II: El Baptisme (3)                                                                                    | 1646                    | 117 x 178 cm                            | Sèrie pintada per a Paul Fréart de Chantelou. Va passar a la col·lecció d'Orleans dispersa a Anglaterra el 1798. | Edimburg, National Gallery of Scotland, col·lecció del duc de Sutherland                   | 161/112                               |
|        | Els Set Sagraments II: La Penitència (4)                                                                                  | 1647                    | 117 x 178 cm                            | Sèrie pintada per a Paul Fréart de Chantelou. Va passar a la col·lecció d'Orleans dispersa a Anglaterra el 1798. | Edimburg, National Gallery of Scotland, col·lecció del duc de Sutherland                   | 162/115                               |
|        | Els Set Sagraments II: L'Ordenació o L'Ordre (5)                                                                          | 1647                    | 117 x 178 cm                            | Sèrie pintada per a Paul Fréart de Chantelou. Va passar a la col·lecció d'Orleans dispersa a Anglaterra el 1798. | Edimburg, National Gallery of Scotland, col·lecció del duc de Sutherland                   | 163/117                               |
|        | Els Set Sagraments II: L'Ecaristia (6)                                                                                    | 1647                    | 117 x 178 cm                            | Sèrie pintada per a Paul Fréart de Chantelou. Va passar a la col·lecció d'Orleans dispersa a Anglaterra el 1798. | Edimburg, National Gallery of Scotland, col·lecció del duc de Sutherland                   | 164/114                               |
|        | Els Set Sagraments II: El matrimoni (7)                                                                                   | 1647-1648               | 117 x 178 cm                            | Sèrie pintada per a Paul Fréart de Chantelou. Va passar a la col·lecció d'Orleans dispersa a Anglaterra el 1798. | Edimburg, National Gallery of Scotland, col·lecció del duc de Sutherland                   | 165/118                               |
|        | L'infant Moisès trepitjant la corona del faraó                                                                            | c. 1644-1645            | 101 x 144 cm                            | Pintat per a Jean Pointel. Col·lecció d'Orléans, venut a Angleterre el 1798. Antiga col·lecció del duc de Bedford, abadia de Woburn (Bedfordshire). | Col·lecció particular                                                                      | 156/16                                |
|        | La Crucifixió o El Calvari                                                                                                | 1645-1646               | 148 x 218 cm                            | Encarregat abans de maig de 1644 pel magistrat Jacques-Auguste II de Thou després proprietat de la família de Jacques Stella. Adquirit pel museu el 1935. | Hartford (Connecticut), Wadsworth Atheneum                                                 | 157/79                                |
|        | Moisès convertint la vara d'Aaron en una serp                                                                             | c. 1645-1648            | 92 x 128 cm                             | Pendant de L'infant Moisès trepitjant la corona del faraó. Peint pour Camillo Massimi | París, museu del Louvre                                                                    | 167/19                                |
|        | L'infant Moisès trepitjant la corona del faraó                                                                            | c. 1645-1648            | 92 x 128 cm                             | Pendant del Moisès convertint la vara d'Aaron en una serp. Pintat per a Camillo Massimi | París, museu del Louvre                                                                    | 166/15                                |
|        | Moisès salvat de les aigües                                                                                               | 1647                    | 120 x 195 cm                            | Adquirit pel duc de Richelieu i inclòs a les col·leccions reials el 1665 | París, museu del Louvre                                                                    | 169/13                                |
|        | Sant Joan batejant Crist o El Baptisme de Crist                                                                           | 1648                    | 30.5 x 22.5 cm                          | Pintat per a Paul Fréart de Chantelou seguint un encàrrec fet l'any 1645. Pintat sobre panell de xiprer. Antiga col·lecció dels prínceps de Lichtenstein. Venut públicament el 2019. | Saint-Cloud, museu del Grand Siècle                                                        | 170/71                                |
|        | La Sagrada Família a l'escala                                                                                             | 1648                    | 73 x 106 cm                             | L'original estava als arxius i l'exemplar de la National Gallery of Art de Washington era només una còpia. Primer considerada una còpia, es va exportar als Estats Units. Posteriorment es reconeix com a original i es comparteix de manera amistosa amb el Museu del Louvre.                     | Cleveland, Museum of Art, París, museu del Louvre                                          | 172/53                                |
|        | Eliezer i Rebeca | 1648                    | 118 x 197 cm                            | Pintat per a Jean Pointel. Va passar a mans del duc de Richelieu després a les col·leccions reials el 1665 | París, museu del Louvre                                                                    | 173/8                                 |
|        | Paisatge amb el Funeral de Foció                                                                                          | 1648                    | 117,5 x 178 cm                          | Pintat potser per al comerciant de Lió Jacques Sérisier. Pendant del Paisatge amb les cendres de Foció | Cardiff, museu national du pays de Galles                                                  | 176/173                               |
|        | Paisatge amb les cendres de Foció                                                                                         | 1648                    | 116 x 178,5 cm                          | Pintat potser per al comerciant de Lió Jacques Sérisier. Pendant del Paisatge amb el Funeral de Foció | Liverpool, Walker Art Gallery                                                              | 177/174                               |
|        | Pasatge de serps també anomenat Els efectes del terror                                                                    | 1648                    | 119 x 198,5 cm                          | Còpia antiga al museu Magnin | Londres, National Gallery                                                                  | 178/209                               |
|        | Paisatge amb Orfeu i Eurídice o Orfeu i Eurídice                                                                          | 1648                    | 120 x 200 cm                            | Adquirit per a les col·leccions reials el 1685. Probablement mutilat a la part superior i inferior | París, museu del Louvre                                                                    | 179/170                               |
|        | Paisatge amb Diògenes o Diògenes llançant el seu bol                                                                      | 1648                    | 160 x 221 cm                            | Col·leccions del duc de Richelieu després adquirit per Lluis XIV el 1665 | París, museu del Louvre                                                                    | 180/150                               |
|        | Paisatge amb un viatger descansant o Paisatge a la via romana                                                             | 1648                    | 79 x 99.7 cm                            | Encàrrec de Jean Nointel, pendant del Paisatge amb un home rentant-se els peus. Atribuït per Blunt però rebutjat per Thuillier. | Londres, Dulwich Picture Gallery                                                           | 174 (còpia)/210                       |
|        | Paisatge amb un home rentant-se els peus o Paisatge de camí de sorra                                                      | 1648                    | 74 x 100.3 cm                           | Encàrrec de Jean Nointel, pendant del Paisatge amb un viatger descansant. Atribuït per Blunt però rebutjat per Thuillier. | Londres, National Gallery                                                                  | 175 (còpia)/211                       |
|        | Paisatge amb Polifem | 1649                    | 150 x 198 cm                            | Adquirit per Caterina II de Rússia el 1772 aconsellada per Denis Diderot | Sant Petersburg, museu de l'Ermitage                                                       | 182/175                               |
|        | El Judici de Salomon | 1649                    | 101 x 150 cm                            | Inclòs a les col·leccions reials el 1685 | París, museu del Louvre                                                                    | 183/35                                |
|        | El toc de la roca també anomenat Moisès fent brollar aigua de la roca                                                     | 1649                    | 150 x 196 cm                            | Pintat per a Jacques Stella. Col·lecció Robert Walpole el 1733, adquirit per Caterina II de Rússia el 1779 | Sant Petersburg, museu de l'Ermitage                                                       | 185/23                                |
|        | Sagrada Família també anomenat amb deu figures                                                                            | 1649                    | 79 x 106 cm                             | Pintat per a Pointel, antiga col·lecció Sérisier, donat al museu el 1902. Considerat com una còpia per Thuillier. | Dublín, National Gallery of Ireland                                                        | 164 (còpia)/59                        |
|        | Autorretrat | 1649                    | 78 x 65 cm                              | Inclou la inscripció «Nicolaus Poussinus Andelyensis Academicus Romanus Primus Pictor Ordinarius Ludovici Iusti Regis Galliae. Anno Domini 1649. Romae. Aetatis suae 55» Pintat per al seu amic Jean Pointel. Adquirit pel museu el 1821.                                                          | Berlin, Gemäldegalerie                                                                     | 186/1                                 |
|        | Autorretrat | 1649-1650               | 98 x 74 cm                              | Inclou la inscripció «Effigies Nicolai Poussini Andelyensis Pictoris Anno Aetatis 56 Romae Anno Iubilei 1650» Pintat per al seu amic Paul Fréart de Chantelou. Adquirit per les col·leccions nacionals el 1797. Aquest quadre va ser objecte d'un gravat realitzat per Étienne-Frédéric Lignon     | París, museu del Louvre                                                                    | 190/2                                 |
|        | L'Assumpció de la Verge                                                                                                   | 1649-1650               | 57 x 40 cm                              | Tornat a les col·leccions reials el 1685 | París, museu del Louvre                                                                    | 188/93                                |
|        | El Rapte de Sant Pau | 1649-1650               | 148 x 120 cm                            | Pintat per a Paul Scarron, passat a les col·leccions del duc de Richelieu després a les col·leccions reials el 1665 | París, museu del Louvre                                                                    | 189/89                                |
|        | Paisatge amb tres monjos, també anomenat Una solitud o Paisatge amb Sant Francesc                                         | 1648-1650               | 117 x 193 cm                            | Col·lecció de Pau de Iugoslàvia. Antiga còpia al museu Ingres de Montalban | Belgrad, Beli Dvor (Palais blanc)                                                          | 191/100                               |
|        | Paysage avec une femme qui se lave les pieds                                                                              | 1650                    | 114 x 175 cm                            | Peint pour Michel Passart. Acquis par le museu en 1944. Copie ancienne au museu Condé de Chantilly | Ottawa, museu des beaux-arts du Canada                                                     | 192/212                               |
|        | El cec de Jericó o Crist curant els cecs.                                                                                 | 1650                    | 119 x 176 cm                            | Pintat per al comerciant de seda de Lió Reynon, adquirit pel duc de Richelieu i després inclòs a la col·lecció reial francesa el 1665 | París, museu del Louvre                                                                    | 193/74                                |
|        | Sagrada Família també anomenat amb nou figures                                                                            | c. 1650-1651            | 97,8 x 129,5 cm                         | Acquis en 1942. | Cambridge (Massachusetts), Fogg Art Museum                                                 | 195/54                                |
|        | Sagrada Família amb Sant Joan i Santa Isabel en un paisatge també anomenada La Sagrada Família en amplada                 | c. 1650                 | 94 x 122 cm                             | Pintat per l'esposa de Nicolas Fouquet i inclòs a les col·leccions reials el 1685 | París, museu del Louvre                                                                    | 196/55                                |
|        | Moisès salvat de les aigües                                                                                               | 1651                    | 116 x 177,5 cm                          | Pintura per a Reynon. Adquirit conjuntament amb la National Gallery, Londres | Cardiff, museu nacional de País de Gal·les                                                 | 197/14                                |
|        | Sagrada Família, també anomenat amb onze figures                                                                          | 1651                    | 100.6 x 132.4 cm                        | Pintat per a Charles III de Créquy. Conservat à Chatsworth House fins al 1981 | Pasadena (Californie), Norton Simon Museum i Los Angeles, J. Paul Getty Museum             | 198/58                                |
|        | Paisatge tempestuós amb Píram i Tisbe                                                                                     | 1651                    | 192 x 273 cm                            | Pintat per a Cassiano dal Pozzo. Adquirit pel museu el 1931. | Frankfurt, Städel                                                                          | 202/177                               |
|        | Paisatge amb temps tranquil o El temps tranquil                                                                           | 1651                    | 99 x 132 cm                             | Pendant de La tempesta de Rouen. Redescobert el 1977. Conservat fins al Castell de Sudeley Winchcombe (Gloucestershire) | Los Angeles, Getty Center                                                                  | 201/                                  |
|        | La tempesta | c. 1651                 | 99 x 132 cm                             | Pendant del Paisatge amb temps tranquil de Getty. Raaparegut el 1950 al mercat d'art. | Rouen, museu des beaux-arts                                                                | 200/217                               |
|        | Paisatge ideal o Paisatge amb edificis o Paisatge amb tres homes                                                          | 1651-1653               | 120 x 187 cm                            | Esmentat el 1746 al Palau reial de la Granja de San Ildefonso | Madrid, museu del Prado                                                                    | 199/216                               |
|        | Aquiles a Skiros o Aquil·les entre les filles de Licomedes                                                                | c. 1651-1653            | 97,5 x 131,1 cm                         | Descrit per Bellori el 1672, esmentat dins les col·leccions angleses a partir de 1777 i adquirit pel museu el 1946. | Boston, Museum of Fine Arts                                                                | 204/126                               |
|        | Coriolà suplicat pels seus o Coriolà                                                                                      | c. 1652-1653            | 112 x 198,5 cm                          | Decomisat a un emigrant (Charles Robert Boutin/Simon-Charles Boutin) durant la Revolució i enviat a Les Andelys el 1802 | Les Andelys, museu Nicolas-Poussin                                                         | 203/147                               |
|        | El testament d'Eudàmides                                                                                                  | c. 1653                 | 110,5 x 138,5 cm                        | Pintat per a Michel Passart | Copenhague, Statens Museum for Kunst                                                       | 206/152                               |
|        | El Crist i la dona adúltera                                                                                               | c. 1653                 | 121 x 195 cm                            | Pintat per a André Le Nôtre i donat à Lluis XIV el 1693 | París, museu del Louvre                                                                    | 207/76                                |
|        | L'Adoració dels pastors                                                                                                   | c. 1653                 | 83.82 x 125.73 cm                       | Podria correspondre a la pintura encarregada per Séraphin de Mauroy l'any 1650 i acabada segons Félibien l'any 1653. Atribuïda prudentment per Friedlander i Blunt. | New Haven (Connecticut), Yale University Art Gallery                                       | 205 (?)/42                            |
|        | Noli Me Tangere | 1653                    | 47 x 39 cm                              | Inventariat al castell de la Granja l'any 1746. El seu penjoll desaparegut representava una Lamentació sobre el Crist mort | Madrid, museu del Prado                                                                    | 208/R41                               |
|        | La Nativitat | c. 1653                 | 46 x 39.5 cm                            | Oli sobre fusta. Pendant de L'Anunciació de Múnic. Rebutjat per Blunt | Oberschleissheim, Col·leccions de pintura de l'Estat Bavarès.                              | 209/R19                               |
|        | L'Anunciació | c. 1653                 | 45 x 38 cm                              | Oli sobre fusta. Pendant de La Nativitat de Múnic. Rebutjat per Blunt | Oberschleissheim, Nou palau de Schleissheim (Col·lecció de pintures de l'Estat de Baviera) | 225/39                                |
|        | Moisès exposat a les aigües                                                                                               | 1654                    | 150 x 204 cm                            | Pintat per a Jacques Stella. Col·lecció dels ducs d'Orléans abans de 1727 | Oxford, Ashmolean Museum                                                                   | 211/11                                |
|        | La Mort de Safira (o Safira)                                                                                              | 1654-1656               | 122 x 199 cm                            | Adquirit el 1685 per Lluis XIV | París, museu del Louvre                                                                    | 210/85                                |
|        | Ester davant Assuer | 1655                    | 119 x 155 cm                            | Pintat per a Sérisier, després a la col·lecció Seigneley, després a les dels ducs d'Orleans i finalment a la de Caterina II de Rússia. | Sant Petersburg, museu de l'Ermitage                                                       | 212/36                                |
|        | Sagrada Família també anomenat amb cinc figures                                                                           | 1655                    | 172 x 133,5 cm                          | Encàrrec de Paul Fréart de Chantelou el 1647. Col·lecció Walpole abans de 1739. Adquirit el 1779 per Caterina II de Rússia | Sant Petersburg, museu de l'Ermitage                                                       | 213/56                                |
|        | Sagrada Família amb sant Joan                                                                                             | 1655                    | 198.7 x 130.8 cm                        | Possiblement encarregat pel duc de Créquy però venut a Jean Pointel. Antiga col·lecció dels comtes de Yarborough | Sarasota (Florida), John et Mable Ringling Museum of Art                                   | 214/51                                |
|        | Sant Pere i sant Joan curant els coixos                                                                                   | 1655                    | 126 x 165 cm                            | Pintat per a un tresorer de Lió, Mercier. Antiga col·lecció del príncep de Liechtenstein. Adquirit pel museu l'any 1924. | Nova York, Metropolitan Museum of Art                                                      | 216/84                                |
|        | Sagrada Família amb sant Joan, Santa Isabel i Sant Josep pregant també anomenat La Sagrada Família en altura              | 1655                    | 68 x 51 cm                              | Adquirit el 1685 per Lluis XIV | París, museu del Louvre                                                                    | 217/57                                |
|        | L'Adoració dels pastors                                                                                                   | c. 1655                 | 96 x 134 cm                             | Col·lecció dels electors palatins a Mannheim, passat per herència als electors de Baviera el 1777 | Oberschleissheim, Nou palau de Schleissheim (Col·lecció de pintures de l'Estat de Baviera) | 221/41                                |
|        | Sant Joan batejant el Crist                                                                                               | 1655-1657               | 92 x 129 cm                             | Quadre reaparegut el 1911 | Filadèlfia, Museum of Art                                                                  | 220/72                                |
|        | El descans en la fugida a Egipte                                                                                          | 1655-1657               | 105 x 145 cm                            | Pintat per a madame de Montmort, esposa de Fréart de Chantelou | Sant Petersburg, museu de l'Ermitage                                                       | 219/65                                |
|        | Aquiles a Skiros | 1656                    | 100,33 x 133,35 cm                      | Pintat per al duc de Créqui. Atribuït per Blunt però rebutjat per Thuillier | Richmond (Virgínia), museu de Belles Arts de Virgínia                                      | 218/127                               |
|        | El Baptisme del Crist | c. 1657                 | 80,5 x 106,7 cm                         | Antiga col·lecció Wemyss, venut el 2010. Còpia del quadre de Filadèlfia reconegut com autògraf el 1994. | Col·lecció particular                                                                      |                                       |
|        | El Naixement de Bacus | 1657                    | 123 x 179 cm                            | Pintat per a Jacques Stella, passat per la col·lecció d'Orléans. Donat al museu par Samuel Sachs el 1942 | Cambridge (Massachusetts), Fogg Art Museum                                                 | 226/132                               |
|        | L'Annunciació | 1657                    | 105,8 x 103,9 cm                        | Possiblement pintat per a la capella funerària de Dal Pozzo a la Basílica de Minerva a Roma. Inclou al cartell la inscripció: Poussin faciebat. anno. salutis. MDCLVII. Alex. sept. Pont. Max. Regnante Roma                                                                                       | Londres, National Gallery                                                                  | 228/39                                |
|        | La visió de santa Francesca Romana o Santa Francesca Romana anunciant a Roma la fi de la pesta                            | c. 1657                 | 125 x 102 cm                            | Pintat per a Giulio Rospigliosi. La pintura va reaparèixer al mercat de l'art després d'estar desapagut durant gairebé 200 anys. Adquirida pel Museu del Louvre el 1999. | París, museu del Louvre                                                                    | 223/99                                |
|        | La Fugida d'Egipte també anomenat al viatger adormit                                                                      | 1657-1658               | 146 x 216 cm                            | Reaparegut el 1986, classificat tresor national francès. Adquirit el 2007, proprietat del museu del Louvre present a Lió | Lió, museu des beaux-arts                                                                  | 230/61                                |
|        | La Lamentació sobre el Crist Mort                                                                                         | c. 1657-1658            | 94 x 130 cm                             | Adquirit el 1882 de la col·lecció dels ducs de Hamilton | Dublín, National Gallery of Ireland                                                        | 229/83                                |
|        | Zenòbia salvada pels pastors                                                                                              | 1657-1660, o c. 1640    | 156 x 194,5 cm                          | Col·lecció Rospigliosi el 1713. | Sant Petersburg, museu de l'Ermitage                                                       | 233/L28                               |
|        | Orió cec buscant el sol naixent o Paisatge amb Diana i Orió                                                               | 1658                    | 119 x 182,9 cm                          | Pintat per a Michel Passart. Col·lecció de Paul Sanford Methuen. Adquirit pel museu el 1924 | Nova York, Metropolitan Museum of Art                                                      | 227/169                               |
|        | Paisatge amb dues nimfes i una serp                                                                                       | c. 1659                 | 118 x 179 cm                            | Pintat possiblement per a Charles Le Brun. Adquirit amb la col·lecció Reiset pel duc d'Aumale | Chantilly, museu Condé                                                                     | 231/208                               |
|        | Paisatge amb Hèrcules i Cacus                                                                                             | c. 1659-1661            | 156,5 x 202 cm                          | Adquirit per Caterina II de Rússia el 1772 de Hubert de Brienne de Conflans | Moscou, museu Pouchkine                                                                    | 240/158                               |
|        | Les Estacions: La Primavera, també anomenat Adam i Eva o també El Paradís terrestre                                       | 1660-1664               | 116 x 160 cm                            | Sèrie Les Estacions pintada pel duc de Richelieu i passada a la col·lecció reial el 1665 | París, museu del Louvre                                                                    | 234/3                                 |
|        | Les Estacions: L'Estiu, també anomenat Rut i Booz                                                                         | 1660-1664               | 116 x 160 cm                            | Sèrie Les Estacions pintada pel duc de Richelieu i passada a la col·lecció reial el 1665 | París, museu del Louvre                                                                    | 235/4                                 |
|        | Les Estacions: La Tardor, també anomenat El raïm de la terra promesa o El raïm de Canaan                                  | 1660-1664               | 116 x 160 cm                            | Sèrie Les Estacions pintada pel duc de Richelieu i passada a la col·lecció reial el 1665 | París, museu del Louvre                                                                    | 236/5                                 |
|        | Les Estacions: L'Hivern, també anomenat La inundació                                                                      | 1660-1664               | 116 x 160 cm                            | Sèrie Les Estacions pintada pel duc de Richelieu i passada a la col·lecció reial el 1665 | París, museu del Louvre                                                                    | 237/6                                 |
|        | Eliezer i Rebeca | c. 1660-1665            | 96,5 x 138 cm                           | Descobert per Anthony Blunt el 1933 i comprat a la sevaa mort pel museu de Cambridge | Cambridge, Fitzwilliam Museum                                                              | 239/9                                 |
|        | Paisatge amb Agar i l'àngel                                                                                               | c. 1660-1665            | 100 x 75 cm                             | Descobert el 1960 per André Chastel | Roma, Galeria nacional d'art antic, palau Barberini                                        | 241/7                                 |
|        | Apol·lo i Dafne o Apol·lo amorós de Dafne                                                                                 | 1664                    | 155 x 200 cm                            | Deixat inacabat per Poussin i lliurat a Camillo Massimi. Adquirit pel Louvre el 1869 | París, museu del Louvre                                                                    | 242/131                               |